# Януш Єнджеєвич
Януш Єнджеєвич (пол. Janusz Jędrzejewicz; 21 червня 1885, Спичинці — 16 березня 1951, Лондон) — польський політик, Прем'єр-міністр Польщі з травня 1933 по травень 1934 року.

## Біографія
У Першу світову війну воював на Східному фронті. Входив до Польської Організації Військової, був близьким соратником Юзефа Пілсудського. У 1923 році демобілізувався, працював учителем математики у Сулеювеку. Після Травневого перевороту працював в Міністерстві духовних справ і народної освіти. У тому ж 1928 був обраний до Сейму від блоку BBWR. У 1930 році брав участь у заснуванні Науково-дослідного Інституту Східної Європи у Вільнюсі. З серпня 1931 по лютий 1934 очолював Міністерство у справах релігії і народної освіти. З травня 1933 року по травень 1934 займав посаду Прем'єр-міністра.
Був співавтором тексту Польської конституції 1935 року.
У вересні 1939 року емігрував до Румунії. Втік до Туреччини після приходу до влади Антонеску. У 1947 році переїхав до Лондона, де жив до самої смерті.

## Нагороди
- Хрест Польської Організації Військової (1918)
- Знак «За вірну службу» (1921)
- Virtuti Militari, срібний хрест (№4 945; 1921)
- Хрест Хоробрих (двічі в 1921)
- Хрест Незалежності з мечами (1931)
- Орден Орлиного хреста 1-го класу (Естонія; 1934)
- Орден Відродження Польщі, великий хрест (1935)
- Численні інші іноземні нагороди.